# Hôtel de Grimbergen

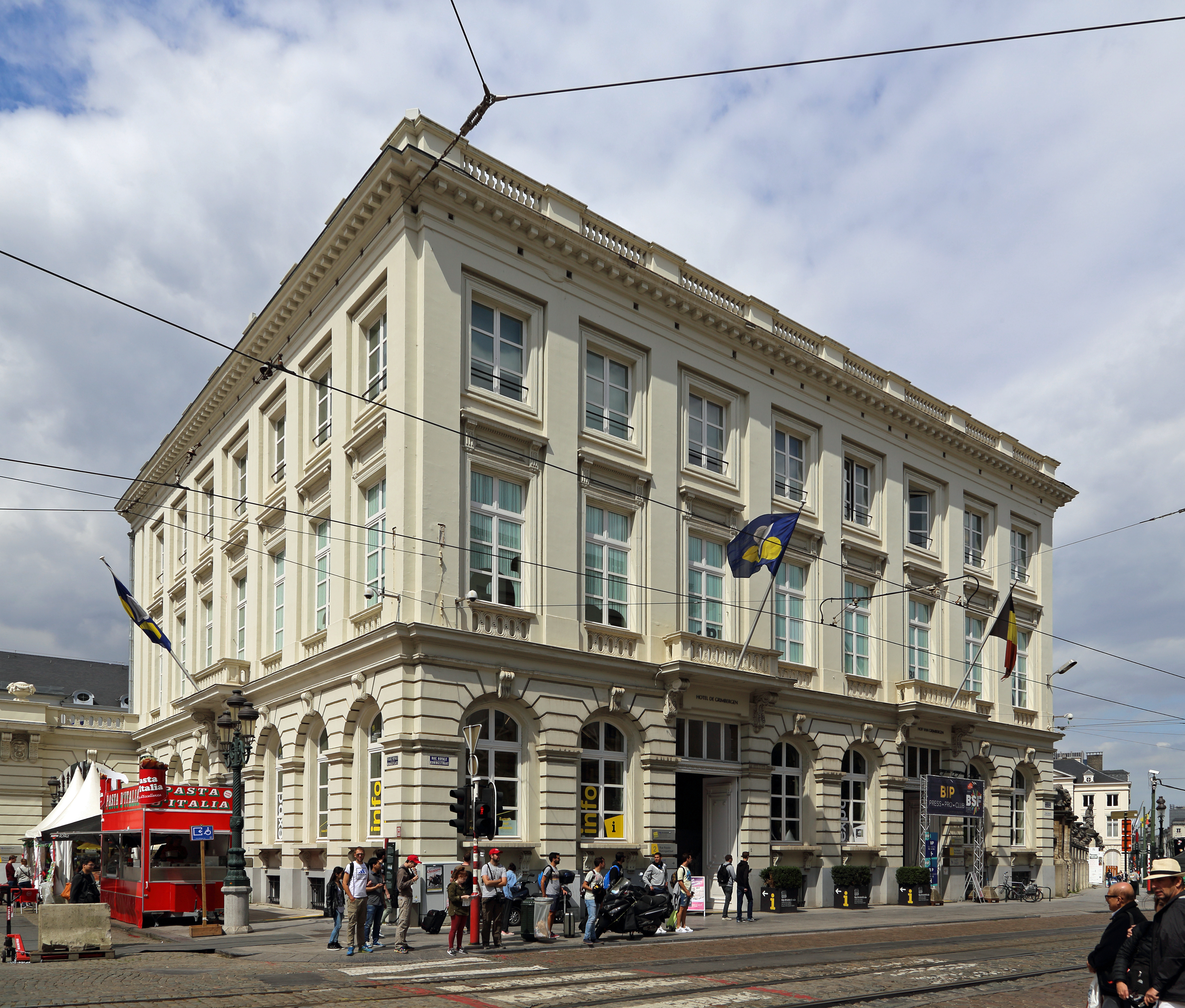
Het Huis van het Gewest

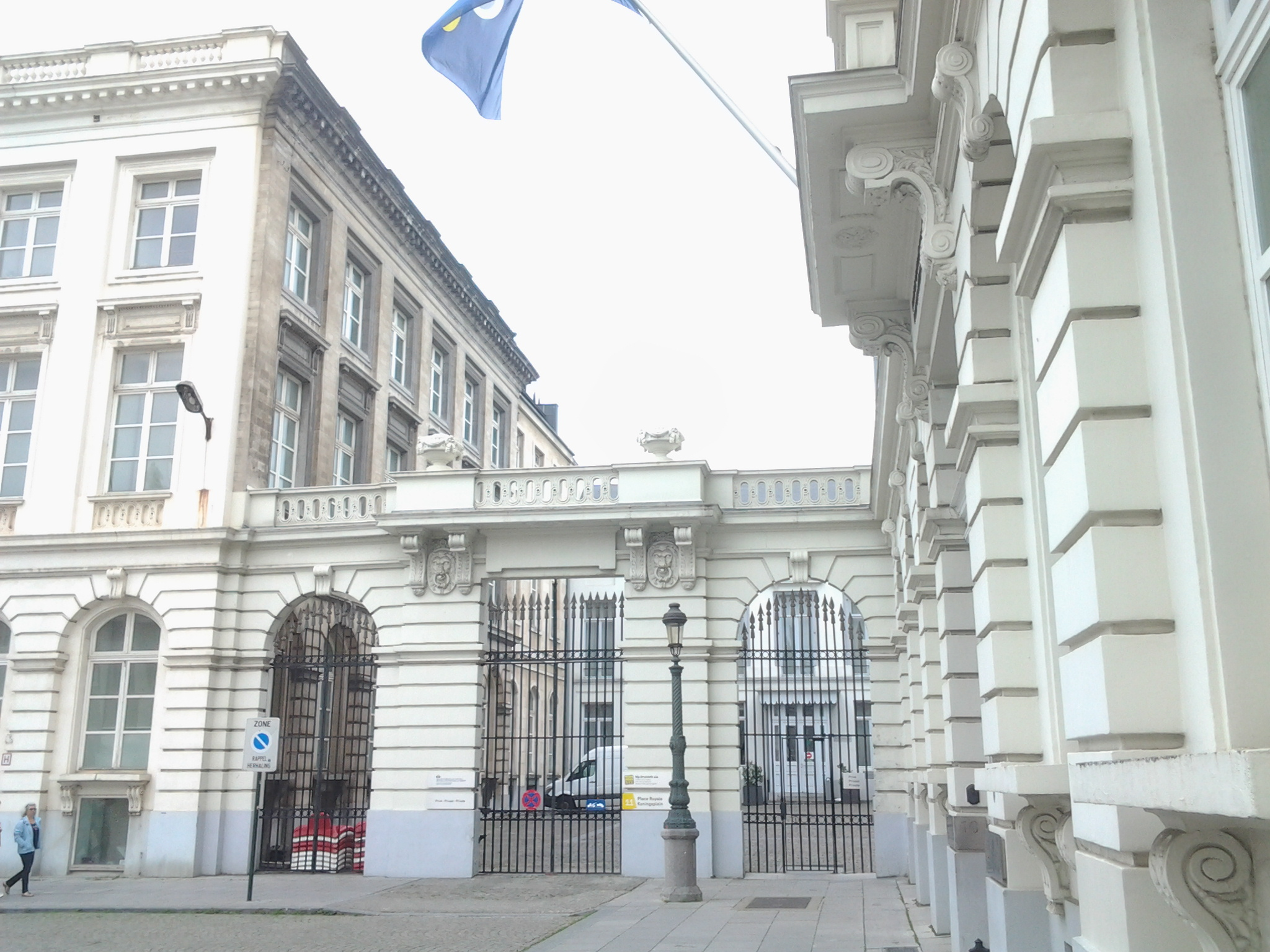
De portiek tussen het Hôtel de Grimbergen en het Hôtel de Spangen

Het Hôtel de Grimbergen is een neoklassiek gebouw aan het Koningsplein in de Koninklijke Wijk in de Belgische stad Brussel. Het is de zetel van de Brusselse Hoofdstedelijke Regering en huisvest een bezoekerscentrum.
Het gebouw ligt aan het Koningsplein 10 en de Koningsstraat 2-4. Ten westen staat Hôtel de Spangen met het Muziekinstrumentenmuseum, ten noorden staan BOZAR en het Hôtel Errera en aan de overzijde van de straat staat het Hôtel Belle-Vue dat het BELvue Museum huisvest.

## Geschiedenis
Vanaf de 11e eeuw stond hier een burcht en in de 15e eeuw werd hier het Paleis op de Koudenberg gebouwd. In 1731 verwoestte een grote brand het paleis. De Oostenrijkse autoriteiten wilden op de locatie van het voormalige paleis een monumentaal plein bouwen, geïnspireerd op het Place Stanislas in Nancy (1755) en het Place Royale in Reims (1759). Het project werd in 1774 goedgekeurd door keizerin Maria Theresia van Oostenrijk. In 1776 evolueerde het project naar een monumentaal stadsplan met acht paviljoens. Dit werd toevertrouwd aan de Franse architecten Jean-Benoît-Vincent Barré, die het basisontwerp bedacht, en Barnabé Guimard, die verantwoordelijk was voor de gedetailleerde plannen.
Een van de hoekpaviljoenen werd door de abdij van Grimbergen aangekocht. In 1776 startte de bouw van een herenhuis. Later werd het gebouw opgedeeld en door particulieren in gebruik genomen. Er vestigden zich ook handelszaken: rond 1830 de Café de l'Amitié en rond 1840-1845 de boekhandel van Charles Muquardt. In 1920 werden aan de vleugel aan het Koningsplein naar ontwerp van Édouard Pelseneer aanzienlijke wijzigingen aangebracht. De vleugel aan de Koningsstraat werd heringericht voor de bank Lloyds & National Provincial Foreign Bank Ltd en werd uitgebreid met een bijgebouw in het noorden.
In 1984 werd het pand andermaal gerenoveerd en trok het Ministerie van het Brussels Gewest er in. Sinds de verbouwing van 2008 is het pand de zetel van de Brusselse Hoofdstedelijke Regering en het Brussel Info Plein (BIP), het Huis van het Gewest.